# Snouck van Loosenziekenhuis

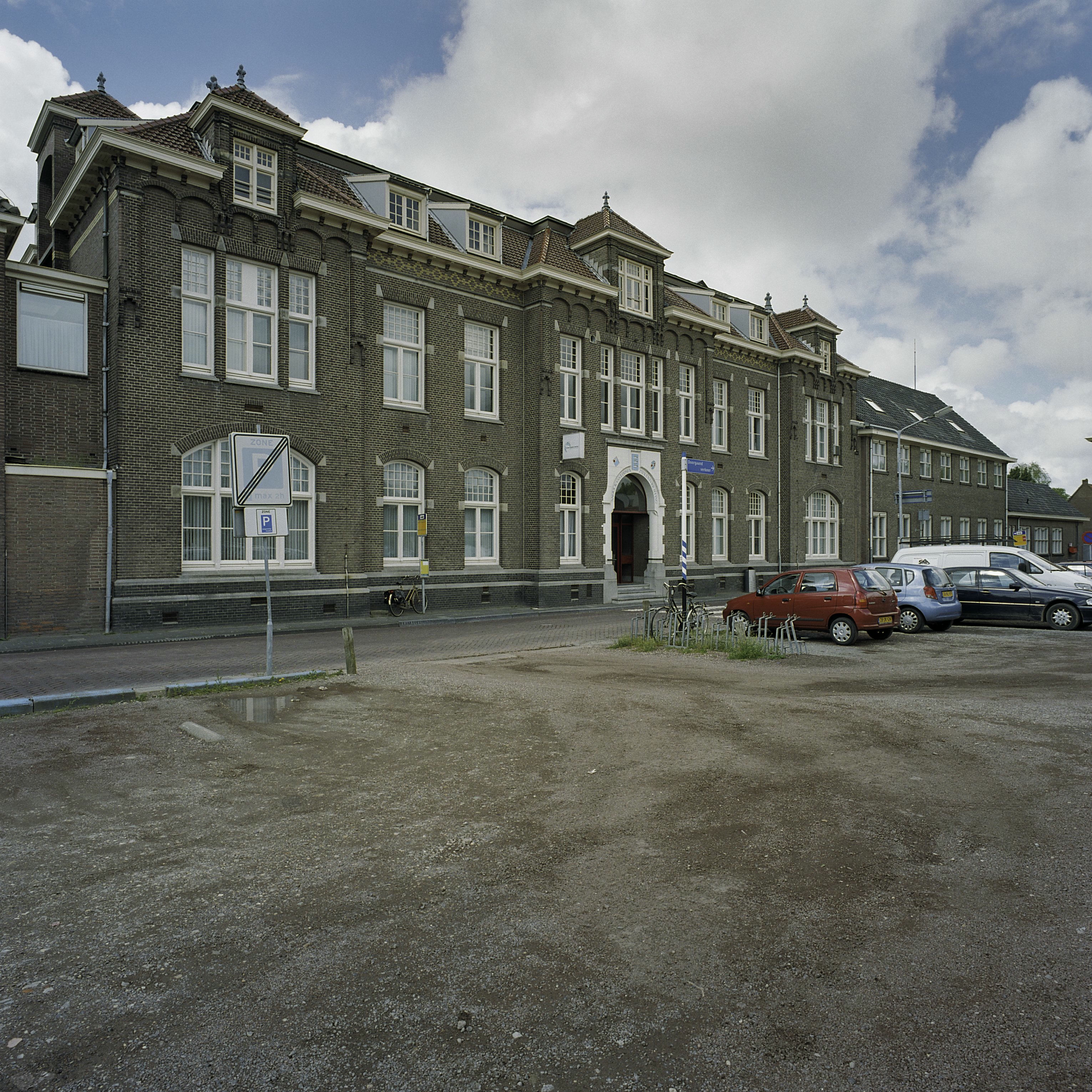
Voorgevel van het hoofdgebouw in 2005

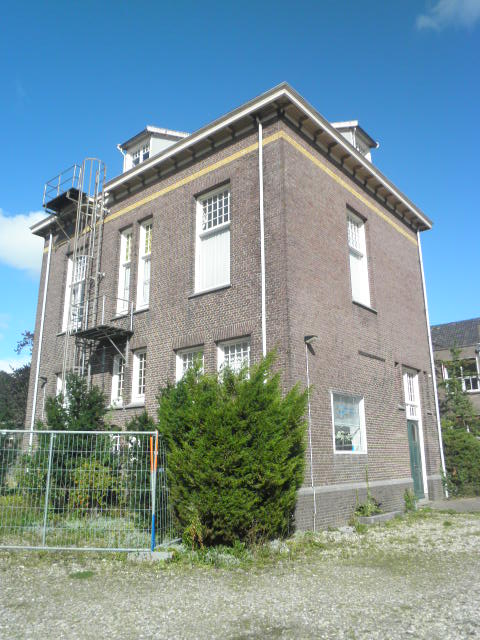
Het voormalige zusterhuis in de tuin van het ziekenhuis, in 2012

Het Snouck van Loosenziekenhuis was een ziekenhuis aan de Vijzelstraat in de Nederlandse plaats Enkhuizen. Het werd opgericht uit de nalatenschap van Margaretha Maria Snouck van Loosen, ondergebracht in het Snouck van Loosenfonds.
Het hoofdgebouw is ontworpen door C.B. Posthumus Meyjes, die ook het zusterhuis ontwierp dat in de tuin achter het ziekenhuis verrees. Het ziekenhuis werd geopend in 1900, met 20 bedden. Eerste geneesheer-directeur was de Enkhuizer gemeentearts H.C. van der Lee, tot aan zijn pensioen in 1935.
Het Snouck van Loosenziekenhuis bleef tot 1975 als zodanig in gebruik. In dat jaar kwam een einde aan het bestaan als volledig ziekenhuis (met op dat moment ruim 100 bedden). Het bleef wel bestaan als polikliniek, en de overige functies werden overgebracht naar de twee in Hoorn gelegen ziekenhuizen.
In 2007 werden er plannen gemaakt voor herontwikkeling van de locatie als sociaal-medisch centrum met zorgwoningen. Deze plannen zijn niet gerealiseerd. De polikliniek is verhuisd naar de Molenweg, op de locatie van het voormalige postkantoor. Het plan is om het terrein te herontwikkelen voor woningbouw, waarbij het hoofdgebouw en het zusterhuis (die beide rijksmonument zijn) bewaard blijven. In 2024 zijn de bijgebouwen gesloopt.